# 總督府 (阿德萊德)

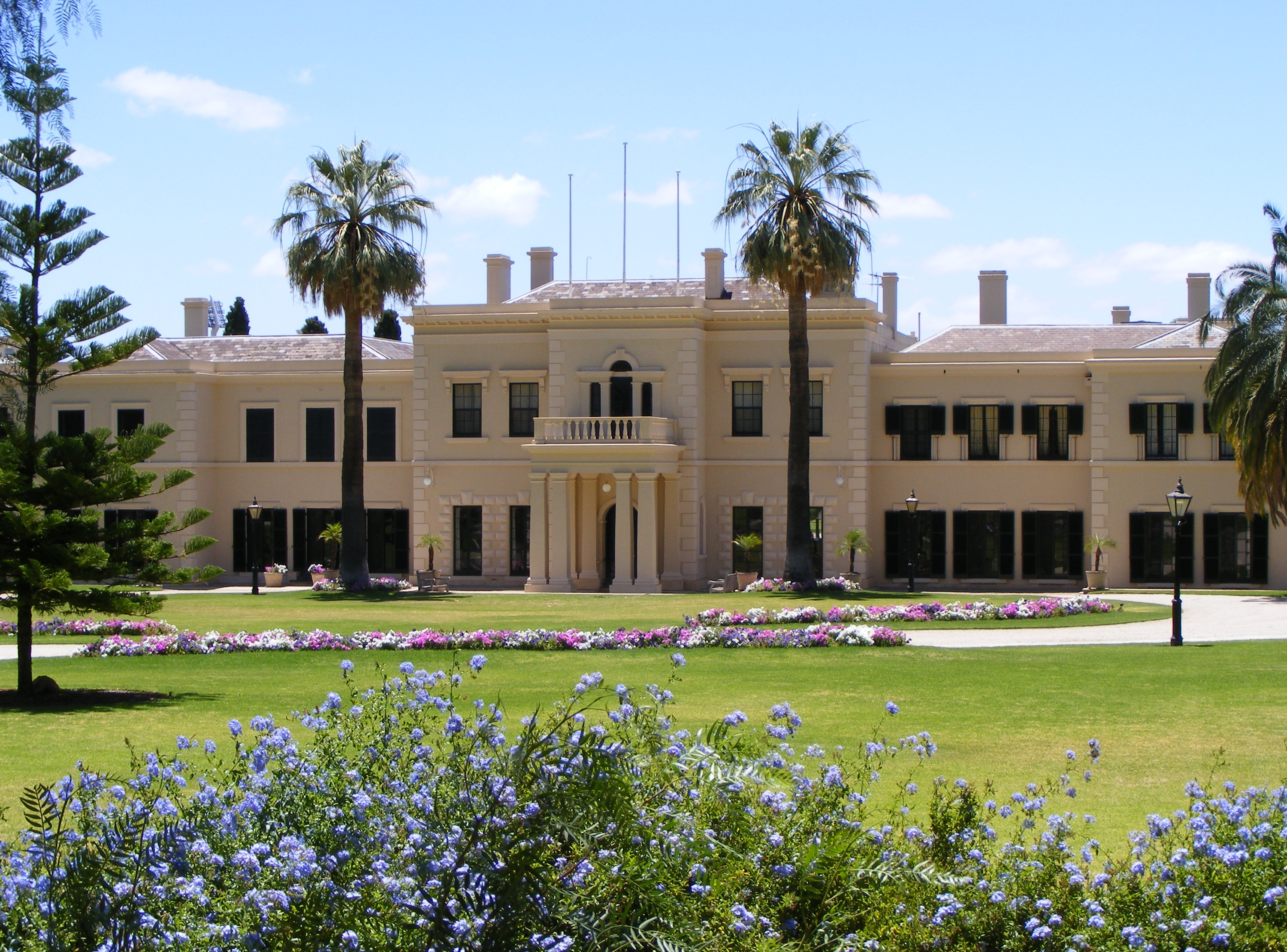
總督府

總督府（Government House）是位於澳大利亞南澳大利亞州城市阿德萊德北露台和威廉國王路路口的一座建築，也是南澳大利亞州州長的官邸。最初的總督府修建於1830年代。現在的總督府建築興建於1940年，是當時南澳大利亞州的第二大建築。由於阿德萊德夏季炎熱，因此南澳大利亞州州長在夏季居住在其他地區。

## 外部連結
- Government House home page （页面存档备份，存于）